# Dale Stephens
Dale Christopher Stephens (* 12. Juni 1989 in Bolton) ist ein englischer Fußballspieler. Als zumeist zentral ausgerichteter Mittelfeldspieler ist er vor allem als langjähriger Stammspieler des Vereins Brighton & Hove Albion bekannt, mit dem er 2017 in die Premier League aufstieg.

## Karriere

### FC Bury & Oldham Athletic
Der in Bolton geborene Stephens wuchs als Anhänger der in seiner Heimatstadt ansässigen Wanderers auf. Nachdem er im Alter von 16 Jahren die Schule verlassen hatte, unterschrieb er beim unweit gelegenen FC Bury auf dem Weg zum Profifußballer einen ersten Ausbildungsvertrag. Knapp vier Monate vor seinem 18. Geburtstag kam er für den damaligen Viertligisten gegen Peterborough United (0:3) zu seinem Debüt. Bis zum Ablauf der Spielzeit 2007/08 absolvierte er zwölf Pflichtspiele; dazu wurde er kurzzeitig im Herbst 2007 an den fünftklassigen FC Droylsden und danach noch eine Spielklasse tiefer an Hyde United ausgeliehen. Über eine weitere gemeinsame Zukunft konnte sich Stephens mit den Verantwortlichen in Bury dann nicht einigen und so zog es ihn im Juli 2008 zum Drittligisten Oldham Athletic. Dort war er zunächst einmal Teil des Reservekaders.
Zu Beginn der Spielzeit 2009/10 lieh Oldham Stephens zunächst für gut dreieinhalb Monate an den Viertligisten AFC Rochdale aus, bevor dieser sich nach der Rückkehr ab Anfang Dezember 2009 sukzessive einen Stammplatz erarbeitete. Er bestritt bis März 2011 insgesamt 63 Pflichtpartien, bevor er bis zum Ende der Saison 2010/11 beim Ligakonkurrenten FC Southampton aushalf und diesem sogar zum Aufstieg in die zweite Liga mitverhalf. Diese sportliche Aufwärtsentwicklung sorgte auch bei anderen Profivereinen für Interesse und als kreativer Mittelfeldspieler, der für ein „gutes Auge“ und Torgefährlichkeit gerühmt wurde, zog Dale im Juni 2011 zum ambitionierten Drittligakonkurrenten Charlton Athletic.

### Charlton Athletic
Auf Anhieb war Stephens mit 30 Ligaeinsätzen Schlüsselspieler von Charlton Athletic auf dem Weg zum Gewinn der Drittligameisterschaft und in den folgenden zwei Jahren etablierte er sich auch in der Football League Championship, wobei besonders in der Saison 2012/13 nur drei Punkte zum Erreichen der Play-off-Spiele zum Aufstieg in die Premier League fehlten. In zweieinhalb Jahren für Charlton Athletic schoss Stephens elf Tore in 90 Pflichtspielen.

### Brighton & Hove Albion
Ende Januar 2014 unterzeichnete Stephens einen Dreieinhalbjahresvertrag beim Zweitligisten Brighton & Hove Albion und bereits drei Tage später debütierte er bei der 0:2-Niederlage gegen den FC Watford. Am 1. April 2014 traf er erstmals per Kopfball kurz vor Ende der Partie gegen die Blackburn Rovers zum 3:3-Endstand. Wenige Wochen später verletzte er sich jedoch derart schwer, dass er für neun Monate pausieren musste. Nach seiner Rückkehr im Februar 2015 war er wieder maßgeblich daran beteiligt, dass seiner Mannschaft der Klassenerhalt gelang. In der anschließenden Saison 2015/16 verpasste Stephens er nur ein Ligaspiel und nach dem ersten Achtungserfolg mit dem Einzug in die Aufstiegsplayoffs gelang ihm im folgenden Jahr der direkte Aufstieg in die höchste englische Spielklasse als Zweitligavizemeister. Wenige Tage nach dem letzten Spieltag der Saison 2016/17 unterzeichnete Stephens einen neuen Vierjahresvertrag in Brighton.
Im defensiven Mittelfeld war Stephens mittlerweile zu einem Schlüsselspieler gereift und auch im ersten Premier-League-Jahr absolvierte er 36 von 38 Partien, wobei er auf dem 16. Rang in der Saison 2017/18 mit seinen Mannen den Abstieg abwendete. Im Jahr darauf gelang ihm ein weiteres Mal der Klassenerhalt und am 2. Januar 2019 schoss er gegen West Ham United (2:2) sein erstes Premier-League-Tor.

### FC Burnley
Am 24. September 2020 unterzeichnete Stephens einen Zweijahresvertrag beim Premier-League-Konkurrenten FC Burnley. Nach dem Abstieg mit seiner Mannschaft aus der Premier League 2021/22 wurde sein auslaufender Vertrag nicht verlängert.